# 王振星
王振星（英語：Patrick Wong Chun-sing，1975年—），前香港東區區議會太古城東選區議員。他在1994年畢業於筲箕灣官立中學（中七預科），後入讀香港大學土木工程系。在校時曾在1997年擔任香港大學學生會會長。而他於1992年至1993年就讀中學時期亦擔任過校內領袖生隊長。

## 政治生涯
2015年區議會選舉，爭取連任的新民黨成員謝子祺取得2,587票，以87票之差被傘後組織「太古社區工程」的王振星拉下馬，連任失敗。
2016年香港選舉委員會界別分組選舉，以進步工程身份當選選舉委員會工程界界別特首選委。
2019年區議會選舉，王振星以4,848當選。

## 議會問政

### 政府突取消監警會會議

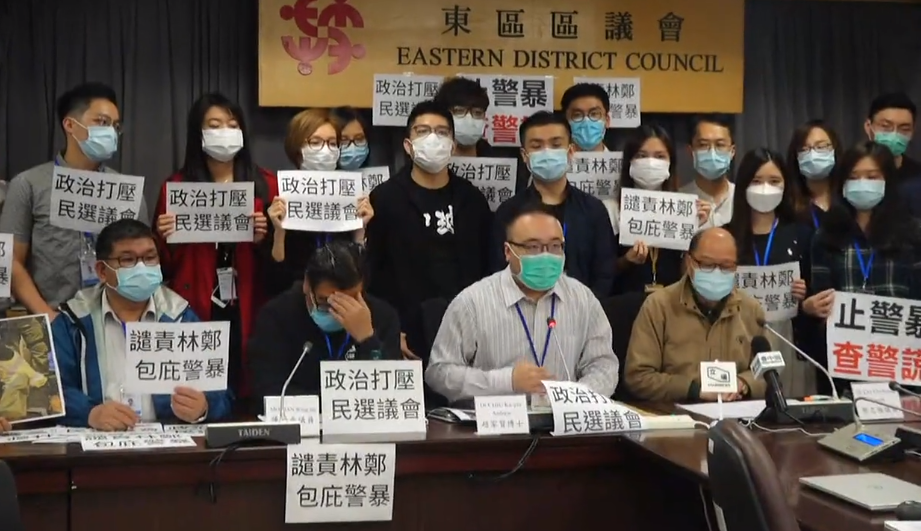
2020年3月10日，東區民主派議員譴責警務處不尊重民選議會 拒派員出席檢警會會議

2020年3月10日，東區區議會原定舉行「檢視警方執法及行動特別委員會」第三次會議，討論多項與反送中運動相關議案，包括要求警方交代8月5日晚上北角衝突中的警力問題、在11月在柴灣發射多次催淚彈的原因、於太古城和西灣河的執法行動等事件。不過民政處在會議當日早上突然向委員會成員發出電郵，稱會議的職權範圍「可能涉及全港性執法事宜」和「收到高層命令」而宣布取消會議。警務處也拒絕派員出席。區議會26名民主派議員批評警權凌駕區議會職能，政府高層打壓區議會。

## 相關事件

### 女助理匿藏逃犯被通緝
警方於2021年5月10日上門拘捕旺角暴動及縱火案棄保潛逃疑犯曾俊傑。經調查發現協助該名疑犯潛逃的幕後主腦是王振星的林姓女助理，警方現已向她展開通緝。

## 外部連結
- 王振星的Facebook專頁

| 議會席位      | 議會席位                                   | 議會席位    |
| ------------- | ------------------------------------------ | ----------- |
| 前任： 謝子祺 | 東區區議會太古城東選區 2016年—2021年7月8日 | 繼任： 懸空 |